# Charles Woodson
Charles Cameron Woodson (* 7. Oktober 1976 in Fremont, Ohio) ist ein ehemaliger US-amerikanischer American-Football-Spieler auf der Position des Cornerbacks und Free Safety. Er spielte College Football an der University of Michigan, wo er 1997 die Heisman Trophy gewann. Anschließend drafteten ihn die Oakland Raiders und er spielte 18 Spielzeiten in der National Football League (NFL) für sie und die Green Bay Packers. Er wurde neunmal für den Pro Bowl nominiert und erhielt acht All-Pro-Auszeichnungen. 2010 gewann er mit den Green Bay Packers Super Bowl XLV. Er ist Mitglied im NFL 2000s All-Decade Team und ist ein First Year Hall of Famer.

## Frühe Jahre
Woodson wurde in Fremont, Ohio, geboren. Er besuchte die Ross High School, wo er als Senior zu Ohios „Mr. Football“ ernannt wurde. Er stellte Schulrekorde für erlaufene Yards (3.861) und erzielte Punkte (466) auf. Während ihn die meisten Universitäten als Runningback rekrutieren wollten, war die University of Michigan die einzige, die ihn als Defensive Back sahen. Neben Football spielte er außerdem Basketball und war als Weitspringer und Staffelläufer im Leichtathletikteam aktiv.
Woodson entschied sich unter zahlreichen Sportstipendien für die University of Michigan, wo er von 1995 bis 1997 für die „Wolverines“ Football spielte. Ab dem dritten Spiel seiner Freshman-Saison war er Stammspieler und stand in den folgenden 34 Partien in der Startaufstellung. Er lief nicht nur als Cornerback auf, sondern war auch als Punt Returner und Wide Receiver im Einsatz, womit er einer der seltenen „two-way-player“ war, der sowohl für die Offense als auch die Defense spielt. In seinem ersten Jahr wurde er zum „Big Ten Freshman of the Year“ gewählt und ein Jahr später gewann er als dritter Spieler der Wolverines noch vor Peyton Manning die Heisman Trophy. Er ist der erste und bisher immer noch der einzige Defensivspieler, dem die wohl wichtigste College-Football-Auszeichnung verliehen wurde. 1997, beim Sieg gegen die Ohio State Buckeyes gelang ihm eine Interception in der eigenen Endzone, der einzige Offensiv-Touchdown und er returnte einen Punt für einen weiteren Touchdown, wodurch sie sich für den Rose Bowl qualifizierten. Dort trafen sie auf die Washington State Cougars, wo Woodson mit einer weiteren Endzone-Interception seinem Team zum Sieg verhalf, was den Gewinn der Nationalen Meisterschaft bedeutete. Im selben Jahr wurde er von ESPN zum elftbesten College-Football-Spieler der Geschichte gekürt.

## NFL

### Oakland Raiders (1998–2005)
Woodson wurde im NFL Draft 1998 als vierter Spieler von den Oakland Raiders ausgewählt. Vom ersten Spieltag an war er Stammspieler und spielte 1998 in allen 16 Saisonspielen. Seine 64 Tackles waren die meisten aller Defensive Backs in dieser Saison und ihm gelangen fünf Interceptions. Er wurde zum Defensive Rookie of the Year ernannt und nahm am Pro Bowl teil.
Woodson spielte in allen 64 Saisonspielen seiner ersten vier NFL-Spielzeiten und wurde dabei in jedem Jahr in den Pro Bowl gewählt sowie dreimal zum All-Pro.
2002 zog er sich seine erste schwerere Verletzung, seit dem ersten Jahr auf dem College, zu. Auf Grund einer Schulterverletzung und eines gebrochenen Wadenbeins verpasste er acht Regular-Season-Spiele, war aber pünktlich für die Play-offs wieder einsatzbereit. Die Raiders zogen in Super Bowl XXXVII ein, wo sie trotz einer Interception des angeschlagenen Woodson den Tampa Bay Buccaneers unterlagen.
Nachdem sie im Vorjahr noch den Super Bowl erreicht hatten, gewannen die Raiders 2003 nur vier Spiele. Woodson, dessen Vertrag nach der Saison auslief, machte keinen Hehl aus seiner Unzufriedenheit mit Head Coach Bill Callahan. Verein und Spieler einigten sich schließlich, Woodson mit dem Franchise Tag zu belegen, was ihn ein weiteres Jahr an die Raiders band. In dieser Saison machte er 13 Spiele, bevor ihn eine Beinverletzung zwang die letzten drei Spiele auszusetzen. Anschließend erhielt er wiederum den Franchise Tag, bevor er sich am sechsten Spieltag der Saison 2005 das Bein brach und die restliche Saison ausfiel.

### Green Bay Packers (2006–2012)

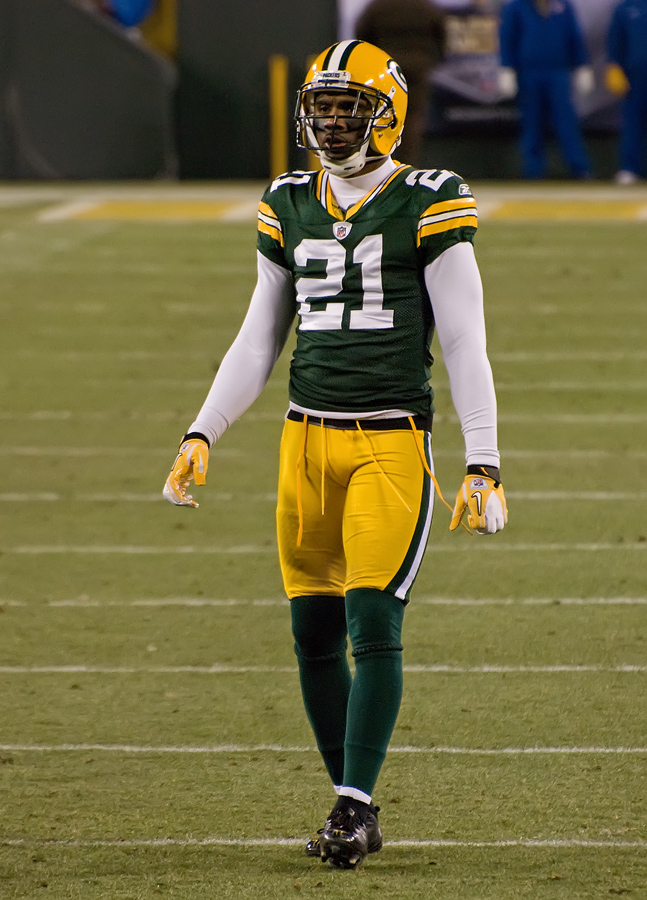
Woodson 2011 im Trikot der Packers

Am 26. April 2006 einigten sich Woodson und die Green Bay Packers auf einen Siebenjahresvertrag, der ihm inklusive Bonuszahlungen bis zu 52,7 Millionen US-Dollar einbringen konnte.
2006 wurde er zum ersten Mal in seiner Karriere zum primären Punt Returner seines Teams ernannt. Ihm gelangen bei 41 Returns 363 Yards Raumgewinn, sowie acht Interceptions als Cornerback, was zu diesem Zeitpunkt einen Karrierebestwert darstellte. 2008 und 2009 wurde er jeweils im September zum „NFL Defensive Player of the Month“ ernannt. Zudem nahm er 2008 an seinem insgesamt fünften Pro Bowl teil, seinem ersten als Packer.
2009 gelang ihm seine wohl beste Saison, als er zum NFL Defensive Player of the Year ernannt wurde, nachdem er als bisher einziger NFL-Verteidiger dreimal in einer Saison zum „NFL Defensive Player of the Month“ gewählt wurde. Ihm gelangen 74 Tackles, 18 verteidigte Pässe und neun Interceptions, von denen er drei für einen Touchdown zurücklief. Zudem gelangen ihm am 15. November 2009 gegen die Dallas Cowboys, als erstem Spieler in der NFL-Geschichte ein Sack, zwei erzwungene Fumbles und eine Interception in einem Spiel. In seinen ersten vier Spielzeiten in Green Bay gelangen ihm mit 28 Interceptions mehr als in den vorigen acht Jahren in Oakland (17). Zusätzlich hatte er mehr Touchdowns (8 vs. 2) und Sacks (6 vs. 5,5), wodurch sich praktisch alle wichtigen Statistiken nach seinem Wechsel verbessert hatten. Woodson ist Green Bay Packers Rekordhalter in Defensiv-Touchdowns (8).
2010 wurde er nach zwei Interceptions und fünf erzwungenen Fumbles im Saisonverlauf zum siebten Mal in den Pro Bowl gewählt. In den Play-offs wurde er gemeinsam mit A. J. Hawk zum Kapitän der Defense ernannt. Die Packers besiegten die Philadelphia Eagles, Atlanta Falcons und Chicago Bears und zogen in Super Bowl XLV ein. Dort trafen sie auf die Pittsburgh Steelers, als sich Woodson kurz vor der Pause, beim erfolgreichen Versuch, einen Pass auf Mike Wallace zu verteidigen, das Schlüsselbein brach. Unfähig, seinem Team sportlich weiterzuhelfen, hielt er daraufhin eine emotionale Halbzeitansprache und war gezwungen, den Rest des Spiels von der Sideline anzuschauen. Die Packers schlugen die Steelers letztendlich mit 31:25 und bescherten Woodson seine erste und einzige NFL-Meisterschaft. Im September 2010 erhielt der damals 33-Jährige von den Packers, trotz einer bestehenden restlichen Vertragslaufzeit von drei Jahren, eine Vertragsverlängerung über zwei weitere Jahre und $55 Millionen zusätzlich.

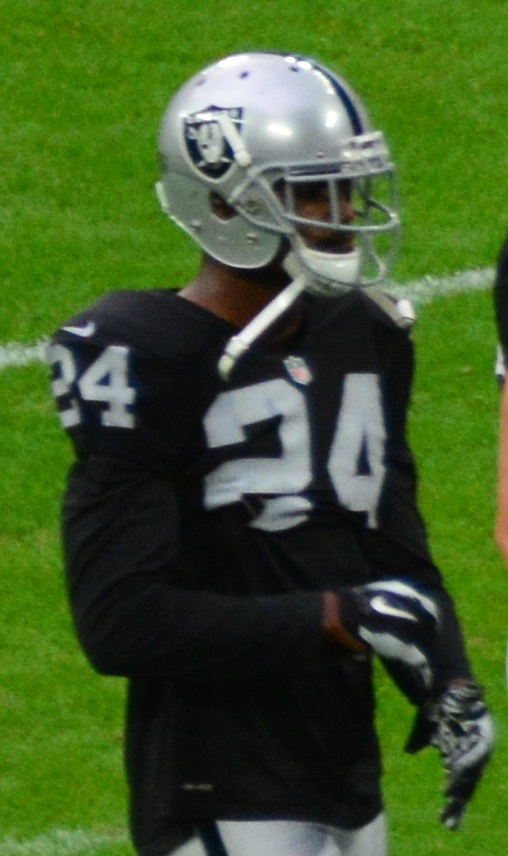
Woodson 2014 im Trikot der Raiders

Am zweiten Spieltag der Saison 2011 interceptete er mit Cam Newton, nach Vinny Testaverde, Carson Palmer und Matt Leinart zum vierten Mal einen Gewinner der Heisman Trophy. Am vierten Spieltag brach er die Marke von 50 Interceptions, als er einen Pass von Kyle Orton abfing.
2012 wechselte er auf die Position des Free Safety, um eine Schwachstelle des Teams auszufüllen. Im Saisonverlauf lief er ebenfalls als Strong Safety auf, bevor er die letzten neun Spiele der Regular Season auf Grund eines gebrochenen Schlüsselbeins verpasste. In den Play-offs konnten zunächst die Minnesota Vikings besiegt werden, bevor Woodson und Co. gegen die San Francisco 49ers verloren.
Am 15. Februar 2013 wurde Woodson von den Green Bay Packers entlassen.

### Rückkehr zu den Oakland Raiders (2013–2015)
Am 21. Mai 2013 unterschrieb der mittlerweile 36-Jährige einen Einjahresvertrag bei den Oakland Raiders. Am 6. Oktober 2013, im Spiel gegen die San Diego Chargers, stellte Woodson den NFL-Rekord von Darren Sharper und seinem ehemaligen Teamkollegen Rod Woodson für die meisten erzielten Defensiv-Touchdowns ein (13). In dieser Spielzeit stand er bei 1.067 von 1.074 möglichen Defensiv-Spielzügen auf dem Feld und verbuchte 97 Tackles, zwei Sacks, drei erzwungene Fumbles, zwei eroberte Fumbles und eine Interception. Nach der Saison verlängerte er für ein weiteres Jahr in Oakland. 2014 stellte er einen Karrierebestwert in Tackles auf (113) und ihm gelangen zusätzlich vier Interceptions.
Im Frühjahr 2015 gaben die Raiders bekannt, das Woodson ein weiteres Jahr spielen würde. In der Spielzeit 2015 wechselte er von der Position des Free Safety zum Strong Safety. Vor dem Spiel gegen die Denver Broncos am fünften Spieltag, ließ Woodson verlauten, dass er schon immer einen Pass von Peyton Manning abfangen wollte, was ihm in den vorherigen Aufeinandertreffen verwehrt geblieben war. Bei der 10:16-Niederlage der Raiders hielt Woodson sein Wort und interceptete zwei Pässe.
Im Dezember 2015 gab Woodson bekannt, dass er nach Ablauf der Saison seine Karriere beenden würde. Mit 39 Jahren machte er am 21. Dezember 2015 sein letztes Spiel gegen das Team, welches ihm auch bei seinem Profidebüt gegenüberstand, die Kansas City Chiefs. In seiner 18. und letzten Saison als Profi wurde er zum neunten Mal in den Pro Bowl und zum achten Mal zum All-Pro gewählt.